# Silogismo categórico

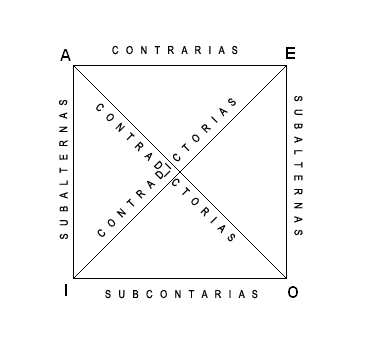
El cuadro de oposición de los juicios muestra las relaciones entre los cuatro tipos de proposiciones categóricas.

Un silogismo categórico o silogismo clásico es un silogismo compuesto por exactamente tres proposiciones categóricas (dos premisas y una conclusión). Una proposición es categórica cuando tiene una de las siguientes cuatro formas:
- Universal afirmativa (proposiciones-A): Todo S es P
- Universal negativa (proposiciones-E): Ningún S es P
- Particular afirmativa (proposiciones-I): Algunos S son P
- Particular negativa (proposiciones-O): Algunos S no son P

Por ejemplo, el siguiente argumento es un silogismo categórico:
| 1. Todos los gatos son animales. 2. Algunos gatos son negros. 3. Por lo tanto, algunos animales son negros. | 1. Todo M es S 2. Algunos M son P 3. Por lo tanto, algunos S son P |

## Forma estándar
Se dice que un silogismo categórico está en forma estándar cuando satisface las siguientes condiciones:
- Las premisas y la conclusión están en la forma estándar de las proposiciones categóricas.
- Contiene exactamente tres términos; los cuales son el término medio, el término menor, y el término mayor.
- El significado de los tres términos no cambia en todo el silogismo.
- Está ordenado de la siguiente forma: premisa mayor, premisa menor y conclusión.

Por ejemplo, el siguiente argumento es un silogismo categórico en forma estándar:
1. Ningún héroe es cobarde.
2. Algunos soldados son cobardes.
3. Por lo tanto, algunos soldados no son héroes.

El argumento es un silogismo categórico porque consiste en tres proposiciones categóricas (dos premisas y una conclusión) que contienen exactamente tres términos («héroe», «cobarde» y «soldado»), cada uno de los cuales sólo aparece en dos de las proposiciones que lo constituyen. Para saber si el silogismo categórico está en forma estándar, es necesario identificar el término mayor, el término menor, la premisa mayor, la premisa menor y analizar la conclusión. En este caso el predicado de la conclusión es héroe, que constituye el término mayor, y por consiguiente la premisa mayor es «Ningún héroe es cobarde». El sujeto de la conclusión es soldado que es el término menor, por lo tanto la premisa menor es «Algunos soldados son cobardes». Además, la conclusión tiene dos de los tres términos del silogismo: soldados y héroes, los términos mayor y menor aparecen, cada uno, en una premisa diferente, por consiguiente se puede establecer que este es un ejemplo de silogismo categórico en forma estándar, también aparece el término cobardes, al cual se denomina término medio.